# Wished on Mabel
Wished on Mabel é um filme de comédia curta norte-americano de 1915, dirigido por Fatty Arbuckle e estrelado por Mabel Normand.

## Elenco
- Mabel Normand ... Mabel
- Fatty Arbuckle ... Fatty
- Joe Bordeaux ... Thief
- Glen Cavender
- Alice Davenport
- Ted Edwards
- Billy Gilbert
- Edgar Kennedy

## Sinopse
Mabel está no parque com sua mãe super protetora até que vê seu namorado. O casal se esconde para namorar, até que um ladrão surge e rouba o relógio da mãe de Mabel, enquanto o namorado dela tenta recuperar o relógio. Logo a confusão está formada.